# Takin
De takin (Budorcas taxicolor), ook wel rundergems of gnoegeit genoemd, is een holhoornig hoefdier uit de bergen van Centraal-Azië. 

## Kenmerken
De takin heeft een grote kop met een lange snuit en grote ogen. De oren zijn opvallend klein. De vacht is lichtgekleurd, lang en wollig. De vachtkleur verschilt per ondersoort, maar is gelig tot bruin, en donkerder aan de onderzijde. Bij mannetjes is het gezicht zwart, bij vrouwtjes en jongere dieren alleen de snuit. Als aanpassing aan het leven op steile berghellingen zijn de poten vrij kort en stevig, en de hoeven breed en sterk. Beide geslachten dragen kleine, aan het eind achterwaarts gerichte hoorns. De hoorns zijn 25 tot 30 centimeter lang. Over het gehele lichaam wordt een olieachtige substantie afgescheiden, die sterk ruikt.
Het mannetje wordt 170 tot 220 centimeter lang, 100 tot 130 centimeter hoog en tot 350 kilogram zwaar. Het vrouwtje wordt kleiner, slechts 250 kilogram zwaar. De staart is vrij kort, 15 tot 20 centimeter lang.
Sommigen denken dat het Gulden vlies uit de Griekse mythologie is gebaseerd op de vacht van een takin.

## Leefwijze
Takins leven in kleine kuddes. Oudere mannetjes leven vaak solitair. In de zomer sluiten verscheidene kuddes zich aan tot grotere groepen van wel honderd dieren. Takins voeden zich 's ochtends, 's avonds en op bewolkte dagen met gras, bladeren, knoppen en scheuten van bamboe en andere planten. Overdag rusten ze in de schaduw. De takin is ondanks zijn grove bouw een uitstekende klimmer, en beklimt moeiteloos steile rotshellingen. 

## Voortplanting
Een takinvrouwtje is na 2½ jaar geslachtsrijp. Na een draagtijd van zeven tot acht maanden wordt één jong geboren. Een takin kan meer dan twintig jaar oud worden. De meeste takins worden echter twaalf tot vijftien jaar oud.

## Verspreiding
De takin leeft voornamelijk in het hoog- en middelgebergte van West-China en de oostelijke Himalaya (van China, Bhutan en India tot in Myanmar), tussen de 1950 en de 4500 meter hoogte. Ze leven voornamelijk in steile bamboebossen. In groepen wagen ze zich ook op de open weiden.

## Taxonomie
Traditioneel worden er van de takin vier ondersoorten onderscheiden:
- Mishmitakin (Budorcas taxicolor taxicolor)
- Bhutantakin (Budorcas taxicolor whitei)
- Sichuantakin (Budorcas taxicolor tibetana)
- Gouden takin (Budorcas taxicolor bedfordi)

Volgens een studie uit 2022 zouden de gouden en sichuantakin op basis van genetische en morfologische verschillen echter afgesplitst moeten worden in de aparte soort Budorcas tibetana. In het Engels staat deze laatste soort dan bekend als "Chinese takin", en Budorcas taxicolor als "Himalayan takin".